# Римити (Месина)
Римити је насеље у Италији у округу Месина, региону Сицилија.
Према процени из 2011. у насељу је живело 186 становника. Насеље се налази на надморској висини од 557 м.